# Endiandra carrii
Endiandra carrii är en lagerväxtart som beskrevs av André Joseph Guillaume Henri Kostermans. Endiandra carrii ingår i släktet Endiandra och familjen lagerväxter. Inga underarter finns listade i Catalogue of Life.